# Sipare Pare Tengah
Sipare Pare Tengah is een bestuurslaag in het regentschap Labuhan Batu Utara van de provincie Noord-Sumatra, Indonesië. Sipare Pare Tengah telt 2287 inwoners (volkstelling 2010).